# Dětříš
Dětříš (německy Dietreichs, také nazývaná Dytrejch či Dětrajch) je zaniklá vesnice v katastru Starého Města pod Landštejnem v okrese Jindřichův Hradec 2 kilometry jižně od Starého Města a 12 km jihovýchodně od Nové Bystřice.

## Historie

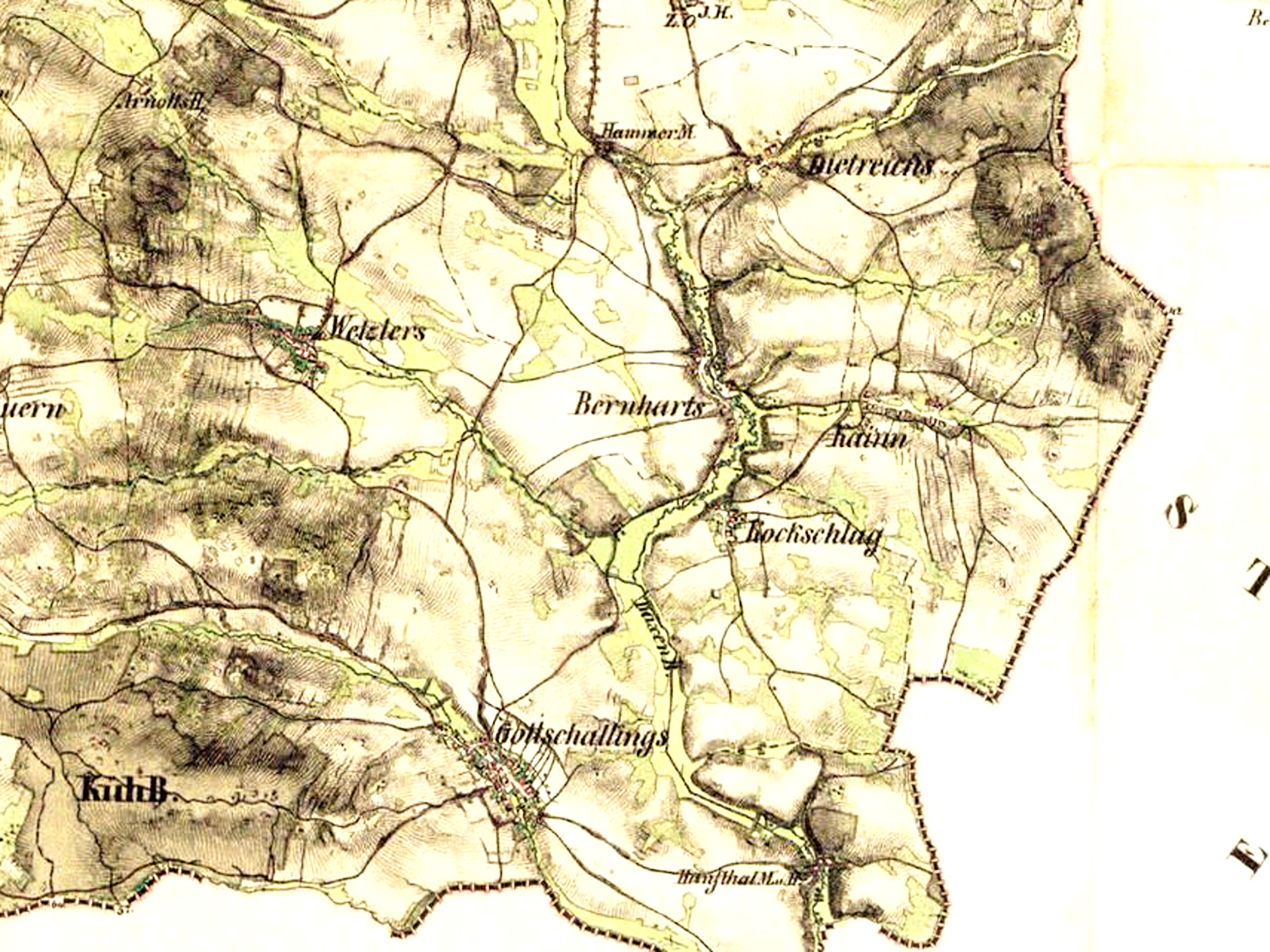
Dětříš (Dietreichs) na mapě z poloviny 19. století

První písemná zmínka o obci je z roku 1579. Obec spadala pod hejtmanství Jindřichův Hradec, fara a pošta byly ve Starém Městě. Roku 1890 zde žilo ve 23 domech 132 německých obyvatel, roku 1921 95 obyvatel (z toho 87 Němců), v roce 1938 102 Němců v 17 domech. V letech 1869 až 1910 se nazývala Dietreichs, od roku 1921 se používal jen český název; po celou tuto dobu byla osadou obce Kuní.
Východně nad vsí se nacházely dva rybníky, koncem 20. století byl mezi nimi postaven třetí. Přímo v bývalé obci je malý rybník, u něhož se zachovala kamenná boží muka. Kilometr západně od Dětříše byl na potoku Pstruhovci mlýn Hammermühle a pila. Tyto stavby se nacházely za hraničním zátarasem a byly zbořeny.